# Drabescus ogumae
Drabescus ogumae är en insektsart som beskrevs av Matsumura 1912. Drabescus ogumae ingår i släktet Drabescus och familjen dvärgstritar. Inga underarter finns listade i Catalogue of Life.